# Peugeot Type 130
La Peugeot Type 130 est un modèle d'automobile produit par le constructeur français Peugeot en 1910.